# Riese

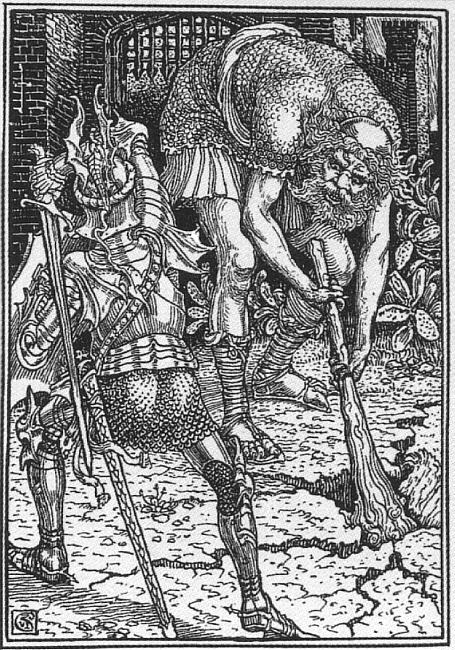
König Arthus bekämpft einen Riesen (Kupferstich von Walter Crane)

Als Riesen werden in vielen Erzählungen, Mythen, Sagen und Märchen  menschenähnliche, aber besonders große und mächtige Wesen bezeichnet, deren Vertreter oft die Rolle von Antagonisten einnehmen. Riesen leben in der Erzählung gewöhnlich nach anderen Regeln als Menschen oder als Herrscher; einige haben magische Kräfte.
„Riese“ ist auch eine Bezeichnung für einen hochwüchsigen Menschen, respektive Fälle von Riesenwuchs (Hypersomie, Gigantismus). Ob das die einzige Wurzel des Mythos ist, ist aber fraglich.
Die inhaltliche Auseinandersetzung mit Riesen steht häufig für den Kampf gegen eine überkommene, archaische und als nicht mehr tragfähig betrachtete Denk- und Handlungsstruktur oder gegen Feinde der von den Menschen vertretenen Ordnung. So sind etwa die Titanen der griechischen Mythologie die unzivilisierten Vorgänger der Olympischen Götter. Fast alle Völker auf der Welt besitzen oder besaßen Geschichten über Riesen, so existieren unter den Ureinwohnern Nordamerikas Erzählungen von den Riesen als Urmenschen.

## Europäische Erzählungen

### Riesen in der germanischen Mythologie
In der germanischen Mythologie sind Riesen oft gewalttätig, bedrohlich und Menschen wie Göttern gegenüber feindlich gesinnt. Sie heißen dann Thursen oder Reifriesen (Hrimthursen) und Feuerriesen. Als Jötun werden die Riesen im Allgemeinen bezeichnet, ohne Bezug auf ihre Gesinnung.
Die Riesen wohnen in Riesenheim (nordisch Jötunheimr, Utgard, was so viel bedeutet wie ‚die Außenwelt‘). Die Riesen verkörpern die unbändigen Naturkräfte wie Eis, (Wild-)Feuer, Wasser, Stein oder auch Erdrutsche (Muren), Orkane oder Springfluten vgl. Midgardschlange. Weil die Riesen seit dem Anbeginn der Welt existieren, werden sie auch besonders weise genannt. Mimir ist ein Weisheitsriese, und der Jötun Wafthrudnir kann im Weisheitswettbewerb (Vafþrúðnismál) von Odin nur durch die Frage besiegt werden, deren Antwort Odin allein kennt.
Die ersten Götter stammen von den Riesen ab, und später finden sich zahlreiche Verbindungen von Göttern und Riesen (-frauen).
Im Ragnarök, dem „Endschicksal der Götter“ (auch als Wagners Götterdämmerung bekannt), ziehen die Thursen gegen die von Odin geführten Götter (Asen, ein älteres Göttergeschlecht sind die Wanen) und Einherjer (gefallene Krieger) in den großen Kampf am Ende der Welt. Der entfesselte Kampf zwischen den Naturkräften und den Geistwesen endet in der weitgehenden gegenseitigen Vernichtung beider Seiten. Ragnarök als das Ende der Götterwelt ist allerdings nicht umgehend wieder ein Neuanfang; für die Annahme eines zyklischen Weltbildes sind die Quellen nicht eindeutig.
Tacitus berichtet in seiner Germania von den weit im Norden lebenden Völkern der Hellusier und Oxionen, Mischvölkern aus Menschen und Riesen, eine Annahme, die sich bis ins Mittelalter hielt. Eine andere Lesart setzt Tacitus’ Berichte schlicht mit den Beobachtungen von Seehunden und Seelöwen in der Nordsee gleich, deren Anatomie zumindest im Kopf-Bereich durchaus eine gewisse Vergleichbarkeit mit der von Menschen hat.
Eine Saga erzählt von dem Riesen Thrym (einem der Eisriesen), der Mjöllnir, den Hammer des Thor, entwendet. Als Gegenleistung für den Austausch fordert er die Eheschließung mit der Göttin Freyja. Thor willigt ein und zieht, als Freyja verkleidet, zusammen mit Loki in die Halle des Riesen. Loki gelingt es dank seiner geschickten Zunge, Thryms durch „Freyjas“ übermäßigen Appetit gewecktes Misstrauen zu besänftigen. Bei der Hochzeitszeremonie schließlich wird der Hammer der angeblichen Freyja in den Schoß gelegt – da endlich kann Thor die Verkleidung ablegen. Sein Zorn ist indes so gewachsen, dass er sämtliche Riesen in den Hallen erschlägt, Thrymr eingeschlossen.
Auf der Erde gewahrt man dieses Ereignis als gewaltigen Gewittersturm.

### Riesen zur Zeit der Völkerwanderung
Auf die Zeit der Völkerwanderung wird der Begriff des Hünen für einen übergroßen, starken bzw. gewaltigen Menschen zurückgeführt. Hier stellen manche Historiker einen sprachlichen Bezug her zu den im Vergleich zu den Germanen zwar kleineren, aber kriegerisch wiederholt erfolgreichen Hunnen. Eine frühere Verwendung des Wortes ist derzeit ohne Beleg, obwohl sich im Kontext der europäischen Megalithkulturen die Bezeichnung im Begriff Hünengrab wiederfindet. Hierzu umgangssprachlich und auch systematisch verwandt ist die Bezeichnung Gigantengrab für megalithische Anlagen auf Sardinien. Hierzu ergibt sich ein systematischer Querverweis auf die Giganten der griechischen Mythologie.

### Riesen in der mittelalterlichen Sagenwelt
In der den germanischen Mythen nachgeschalteten Sagenwelt des Mittelalters werden die Riesen meist zu tumben, rohen Gestalten herabgewürdigt. Sie dienen lediglich den Helden zur Gegnerschaft wie z. B. der Riese Ecke. Auch an den verschiedenen Fassungen der Sage vom Riesen Bruns von Hanstedt lässt sich diese Entwicklung belegen. Ein gewisser mythischer Gehalt ist aber weiterhin gegeben.
In der aus dem Hochmittelalter stammenden Dänischen Geschichte des Saxo Grammaticus wird im Vorwort auf Riesen als einstige Bewohner Dänemarks verwiesen und als Beleg dafür sind „die grossen [sic!] Steine, welche auf den Gräbern und Grotten der Alten befestigt sind“, angeführt. Steingräber werden hier also als das „Werk von Riesen“ erklärt.
In Paul Hermanns Deutscher Mythologie finden sich einige Angaben, die Riesen als lokale Ausprägungen von Naturgewalten kennzeichnen. So soll ein Riese namens Tännchel die Felsen gesprengt haben, die das Wasser des Rheins zwischen Schwarzwald und Vogesen aufstauten.
Angeblich soll der Kaiser Maximilian (1459–1519) den letzten Riesen aus dem Odenwald eigenhändig in Worms getötet haben.

### Riesen in Märchen
Märchenerzählungen über Riesen sind zahlreich.
Die seit mindestens dem 17. Jahrhundert schriftlich überlieferten Sagen zum Riesen und Berggeist Rübezahl aus dem Riesengebirge (Johannes Praetorius, Daemonologia Rubinzalii Silesii, 3 Bände, 1662–1665) weisen zumindest in einem Werk mehrere starke Ähnlichkeiten zu Erzählungen über den Gott Odin der germanischen Mythen auf.
Im 1812 erschienenen Märchenband der Brüder Grimm findet sich in der Geschichte Das tapfere Schneiderlein eine Darstellung zweier Riesen, die einerseits eine nicht zu bezähmende Landplage zu sein scheinen, die sich aber andererseits aufgrund speziell provozierter Aggressionen alsbald gegenseitig töten.
Bekannt ist auch die Riesensage um Burg Nideck, im deutschen Sprachraum vor allem durch die von den Brüdern Grimm 1816 überlieferte Sage Das Riesenspielzeug, die Adelbert von Chamisso zu dem Gedicht gleichen Namens inspirierte.
Bei den Brüdern Grimm tauchen Riesen weiterhin in den Märchen Der Königssohn, der sich vor nichts fürchtete, Der König vom goldenen Berg, Die Rabe, Die Boten des Todes, Der Riese und der Schneider, Der gelernte Jäger, Ferenand getrü und Ferenand ungetrü, Der Trommler, Die Kristallkugel auf. Hier werden sie durchweg gierig, jähzornig und dümmlich dargestellt. Eine etwas andere Darstellung findet sich in Der junge Riese oder in Varianten von Schneewittchen, wo sie anstelle der sieben Zwerge erscheinen.

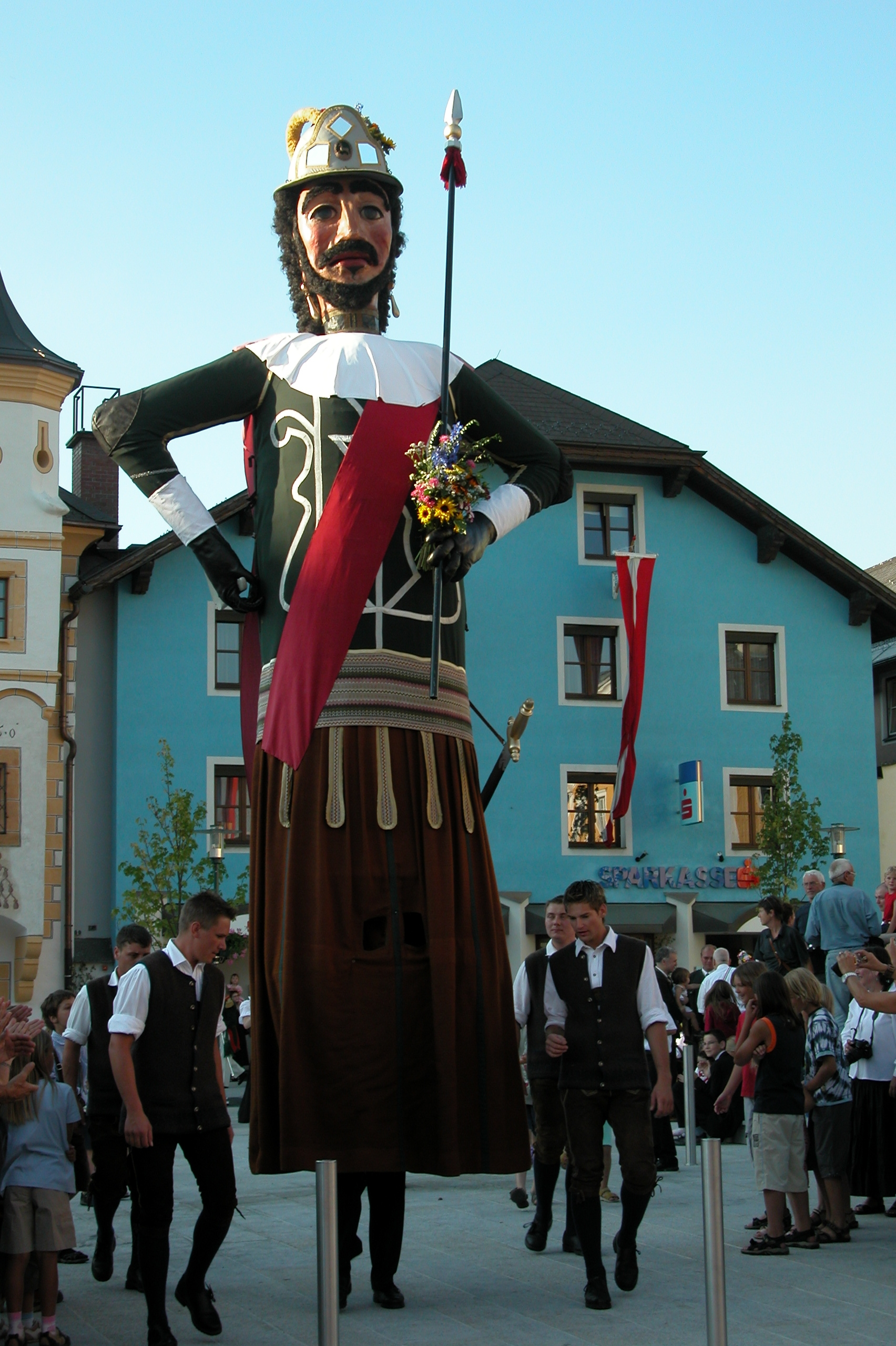
Der Riese Samson aus Tamsweg im Lungau

## Riesen im Brauchtum
An vielen Orten in Europa, aber gehäuft in Belgien, im Salzburger Lungau und in Katalonien (z. B. in Olot) werden bei Prozessionen und Umzügen bis zu sechs Meter hohe Riesenfiguren (im Lungau: der Samson) mitgetragen.
Der teils schwäbisch-alemannisch besiedelte Alpenraum, insbesondere das Berchtesgadener Land, Vorarlberg und die Schweiz, sind ebenso reich an Geschichten zu Riesen. Hierbei werden oftmals Naturgewalten wie Lawinen, Steinschlag oder schweres Wetter, welche die Betroffenen arg in Mitleidenschaft gezogen haben, durch die Erzählungen personifiziert. Weiterhin werden zahlreiche Berge sowohl männlichen wie auch weiblichen Sagengestalten besonderer Größe zugeordnet. Nicht zuletzt reihen sich hier Erzählungen von trollartigen Wesen bis hin zu wilden Weibern in vielfältiger Art aneinander (siehe hierzu auch den Weblink am Ende).

## Riesen in der griechischen Mythologie
Die Titanen gelten als das älteste griechische Göttergeschlecht. Die Giganten (Gigantes) sind Mischwesen aus Menschen und Schlangen und Gegner der olympischen Götter. Die einäugigen Kyklopen (Kyklopes) sind ebenfalls ein altes Göttergeschlecht. Für bestimmte eher unregelmäßige, oft großformatige Steinverbünde, meist historischen Ursprungs, findet der Begriff Zyklopenmauer in heutiger Zeit seine Anwendung.
In der Odyssee von Homer wird von dem Volk der Laistrygonen berichtet. Sie sind ebenfalls Riesen und Menschenfresser, die die Schiffe des Odysseus mit riesigen Felsbrocken zum Kentern bringen, wodurch Odysseus elf seiner zwölf Schiffe verliert. Auch die Argonauten treffen während ihrer Fahrt nach Kolchis auf sechsarmige Riesen (Gegeneis), die Spaß an der Gewalt haben.
Angaben über mehrarmige Riesen finden sich in vielen Schriften, sie wurden Hekatoncheiren genannt. Die größten sollten etwa 100 Arme besitzen. Bekannte Riesen aus Sagen sind der Bronzeriese Talos, der von Zeus erschaffen wurde, um seine Geliebte Europa zu beschützen, der Riese Geryones, der drei Körper hatte und die schönsten Rinder der Welt besaß, und Geryones' Hirte Eurytion. Beide wurden von Herakles getötet. Talos fiel den Argonauten zum Opfer.

## Riesen in der Bibel und Tora

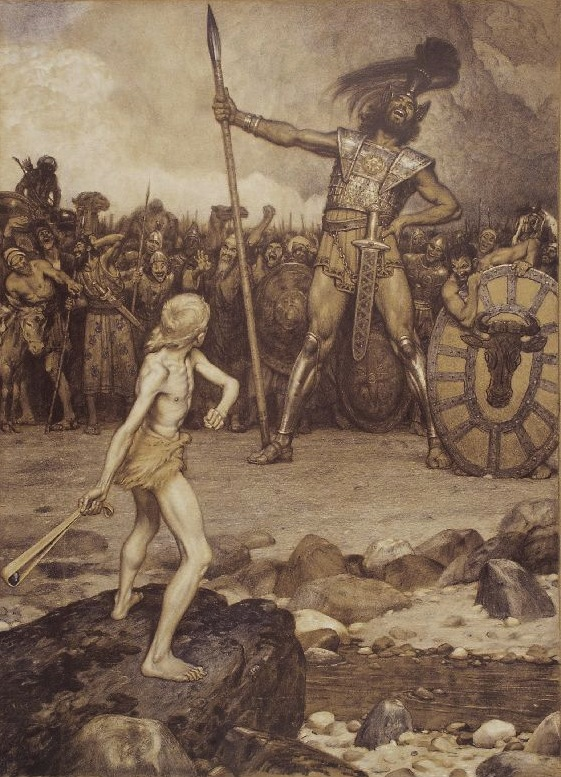
David gegen Goliat; Lithographie von Osmar Schindler aus dem Jahre 1888

Eine schwer zu deutende Erwähnung von Riesen befindet sich im 1. Buch Mose vor der Sintfluterzählung. Die Riesen seien entstanden, nachdem die „Gottessöhne“ sich die Töchter der Menschen zu Frauen nahmen und sich mit diesen paarten. Die Kinder aus diesen Beziehungen legten nach der Erzählung den Grundstock für das Volk der Riesen (Gen 6,4 ). Eine alternative Bezeichnung ist Nephilim. Dieses Volk soll nach einer Interpretation durch die Sintflut hinweggewischt worden sein, da es in seinem Kern böse war. Mehrere weitere Referenzen auf diese „Söhne der Götter“ finden sich in der Bibel. Psalm 29 nimmt mit der Bezeichnung „Himmlische“ möglicherweise ebenfalls Bezug hierauf, wobei im weiteren Text speziell Referenzen zum Libanon mit dem Berg Sirjon (Hermon), seinen Zedern und der Wüste Kadesch gemacht werden – alle mit einer Lage nördlich von Israel beim Golan bzw. in Syrien. Da ein amerikanischer Priester die Berichte der Bibel als unbedingt wahr bezeichnete, kam ein Bauer auf die Idee, ihm den „Beweis“ für deren Existenz zu liefern. Der vergrabene Cardiff Giant, den er erschaffen hatte, wurde erst sehr spät als eine Fälschung erkannt.
In etwas breiterer, wenn auch im Kontext gesehen tendenziell übertriebener Darstellung findet sich der Bericht von Kundschaftern, die von den in der Wüste stehenden Israeliten unter Moses ausgesandt wurden, um das gelobte Land nördlich des Sinai, „in dem Milch und Honig fließen“, zu erkunden. Einzelne Teile der dortigen Einwohner werden als Riesen klassifiziert und weiterhin als Söhne Anaks und später als Anakiter bezeichnet.
Und sie brachten über das Land, das sie erkundet hatten, ein böses Gerücht auf unter den Israeliten und sprachen: Das Land, durch das wir gegangen sind, um es zu erkunden, frisst seine Bewohner und alles Volk, das wir darin sahen, sind Leute von großer Länge. Wir sahen dort auch Riesen, Anaks Söhne aus dem Geschlecht der Riesen, und wir waren in unsern Augen wie Heuschrecken und waren es auch in ihren Augen. (Num 13,32-33 )
Für die Region des Landes Moab soll es noch ein zweites Riesenvolk gegeben haben, das als Emiter bekannt war.
Die Emiter haben vorzeiten darin gewohnt; das war ein großes, starkes und hoch gewachsenes Volk wie die Anakiter. Man hielt sie auch für Riesen wie die Anakiter; und die Moabiter nennen sie Emiter. (Dtn 2,10-11 )
In den nachfolgenden Eroberungsphasen kam es dann zu Siegen gegen zahlreiche Völker, wobei nach Angaben der Bibel im Land Baschan (in etwa der Golan) der König und letzte Riese Og besiegt wurde. Die Angaben zu seinem Grab deuten auf eine Anlage hin, die mindestens 3 m oder gar 4,5 m Länge hatte.
So nahmen wir zu der Zeit den beiden Königen der Amoriter das Land jenseits des Jordans, […] und das ganze Baschan bis nach Salcha und Edreï, die Städte des Königreichs Ogs von Baschan. Denn allein der König Og von Baschan war noch übrig von den Riesen. Siehe, in Rabba, der Stadt der Ammoniter, ist sein steinerner Sarg, neun Ellen lang und vier Ellen breit nach gewöhnlicher Elle. (Dtn 3,8-11 )
Og wird teils dem Geschlecht der Rafaiter zugeordnet. Seine Hauptstadt Rabba, das heutige Amman (Jordanien), wird den Ammonitern zugeordnet bzw. dem Staat Rabbat-Ammon.
In 5. Mose 3,13 wird Baschan nochmals explizit als „Land der Riesen“ bezeichnet. Und mit Josua 13,13  wird bekräftigt, dass der Sieg über diese Völker und speziell den Riesen von den Israeliten unter Moses erreicht wurde. Im folgenden Zitat wird seinem Nachfolger Josua die weitgehende Ausrottung der Riesen in den nordöstlichen Regionen zugesprochen:
Zu der Zeit kam Josua und rottete aus die Anakiter von dem Gebirge, von Hebron, von Debir, von Anab und vom ganzen Gebirge Juda und vom ganzen Gebirge Israel, und er vollstreckte an ihnen den Bann mit ihren Städten und ließ keine Anakiter übrig im Lande der Israeliten außer in Gaza, in Gat, in Aschdod; dort blieben einige von ihnen übrig. (Jos 11,21-22 )
Der Name Baschan wird im Buch Ezechiel nochmals schwach mit Gog und Magog in Verbindung gebracht. Diese Völker werden ebenso nördlich von Israel eingeordnet wie das Land von Og und gelten zumindest mythologisch als Nachfahren von Jafet. Gog und Magog sollen einer nichtbiblischen Sage nach unter Führung von Brutus zunächst von Troja in Kleinasien geflüchtet sein und sollen sich später als erste Siedler auf den britischen Inseln speziell in Cornwall niedergelassen haben. Dort soll es den Legenden nach besonders viele Riesen gegeben haben. Die Bibel dagegen beschreibt ein weitaus weniger fern liegendes Ende der Riesen:
»An jenem Tag«, sagt der Herr, »bestimme ich für Gog im Land Israel einen Begräbnisplatz: das Karawanental östlich vom Toten Meer. Dort wird man ihn und sein ganzes Heer begraben. Der Grabhügel wird so groß sein, dass er das ganze Tal versperrt und niemand mehr durchziehen kann. Das Tal wird man Tal der Heeresmacht Gogs nennen.« (Hes 39,11 )
Weitaus bekannter als obige Passagen und die daran anknüpfende völkische Thematik ist der Kampf des noch knabenhaften Davids gegen den Riesen Goliat. Goliat soll laut 1 Sam 17,4  eine Größe von sechs Ellen und einer Handbreit gehabt haben, was von manchen Auslegern als 2 m, meist aber als 3 m verstanden wird (so laut Masoretischem Text, die Septuaginta spricht lediglich von vier (altgriech. tessaron) Ellen und einer Handbreit). Zu seiner Ausrüstung gehörten schwere Waffen und Rüstung aus Erz sowie ein Schild, der von einem Helfer getragen werden musste. Sein Speer war dahingehend ungewöhnlich, dass dessen Schaft einem Weberbaum ähnelte. Sein Schwert wurde zu späterer Zeit von einem Priester an David übergeben. Laut Bibel gehörte Goliat einem Volk von Riesen an, den Rafaitern. Für die meisten seiner Vertreter wird der Ort Gat, eine Stadt aus dem Bund der Philister, genannt. In 2. Samuel 21 finden sich nach Schilderungen der Kämpfe von David gegen die Philister die folgenden Schlusszeilen (Verse 20–22):
Und es erhob sich noch ein Krieg bei Gat. Da war ein langer Mann, der hatte sechs Finger an seinen Händen und sechs Zehen an seinen Füßen, das sind vierundzwanzig an der Zahl, und auch er war vom Geschlecht der Riesen. Und als er Israel hohnsprach, erschlug ihn Jonatan, der Sohn Schammas, der ein Bruder Davids war. Diese vier stammten vom Geschlecht der Riesen in Gat und fielen durch die Hand Davids und seiner Kriegsleute. (2 Sam 21,20-22 )

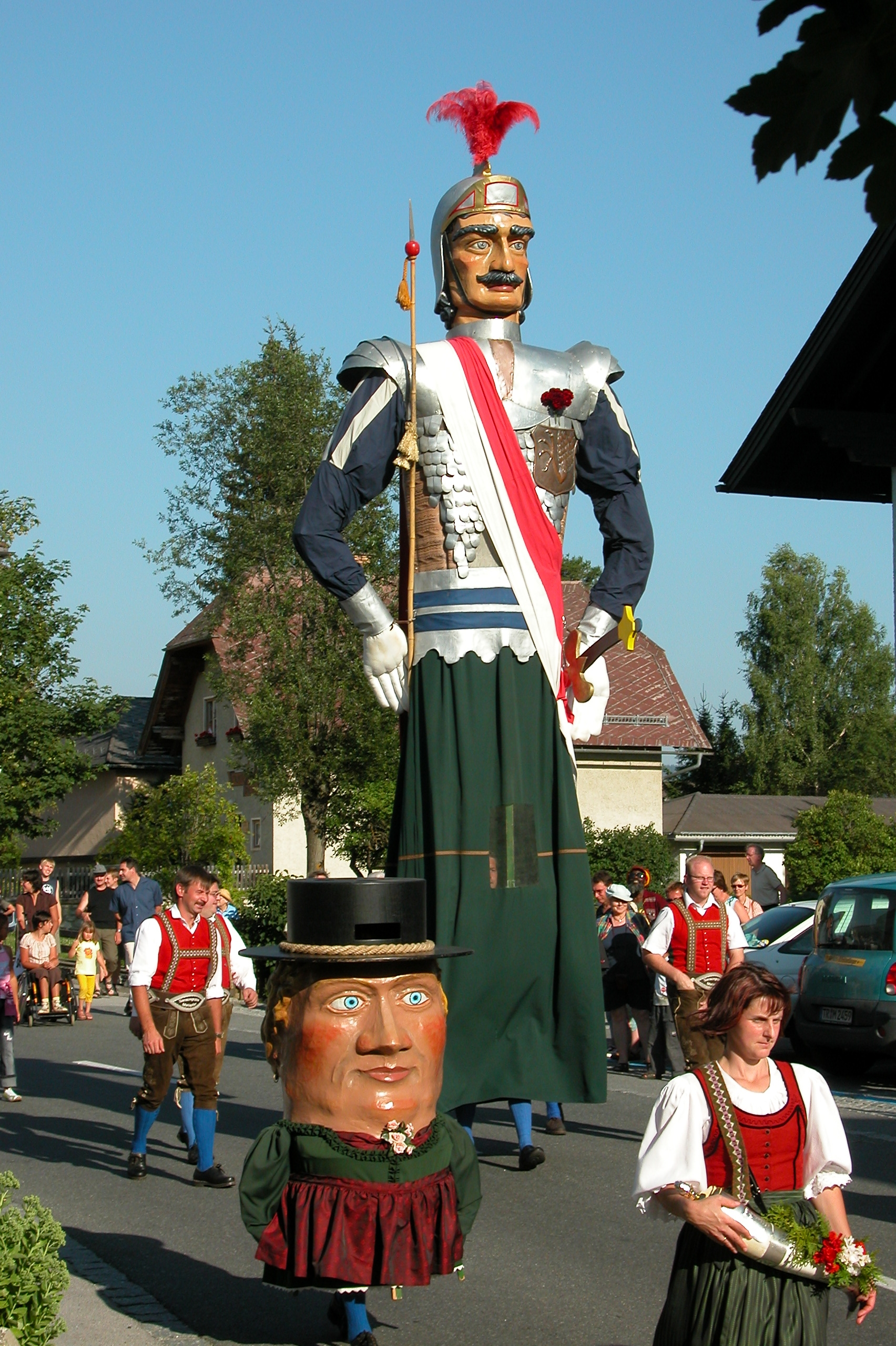
Folkloristische Darstellung des Riesen Samson, Mariapfarr (Österreich)

In einigen Überlieferungen wird auch Samson (Buch der Richter) als Riese oder zumindest riesenhafter Mensch mit großen Kräften bezeichnet.

## Riesen in der osmanischen Literatur

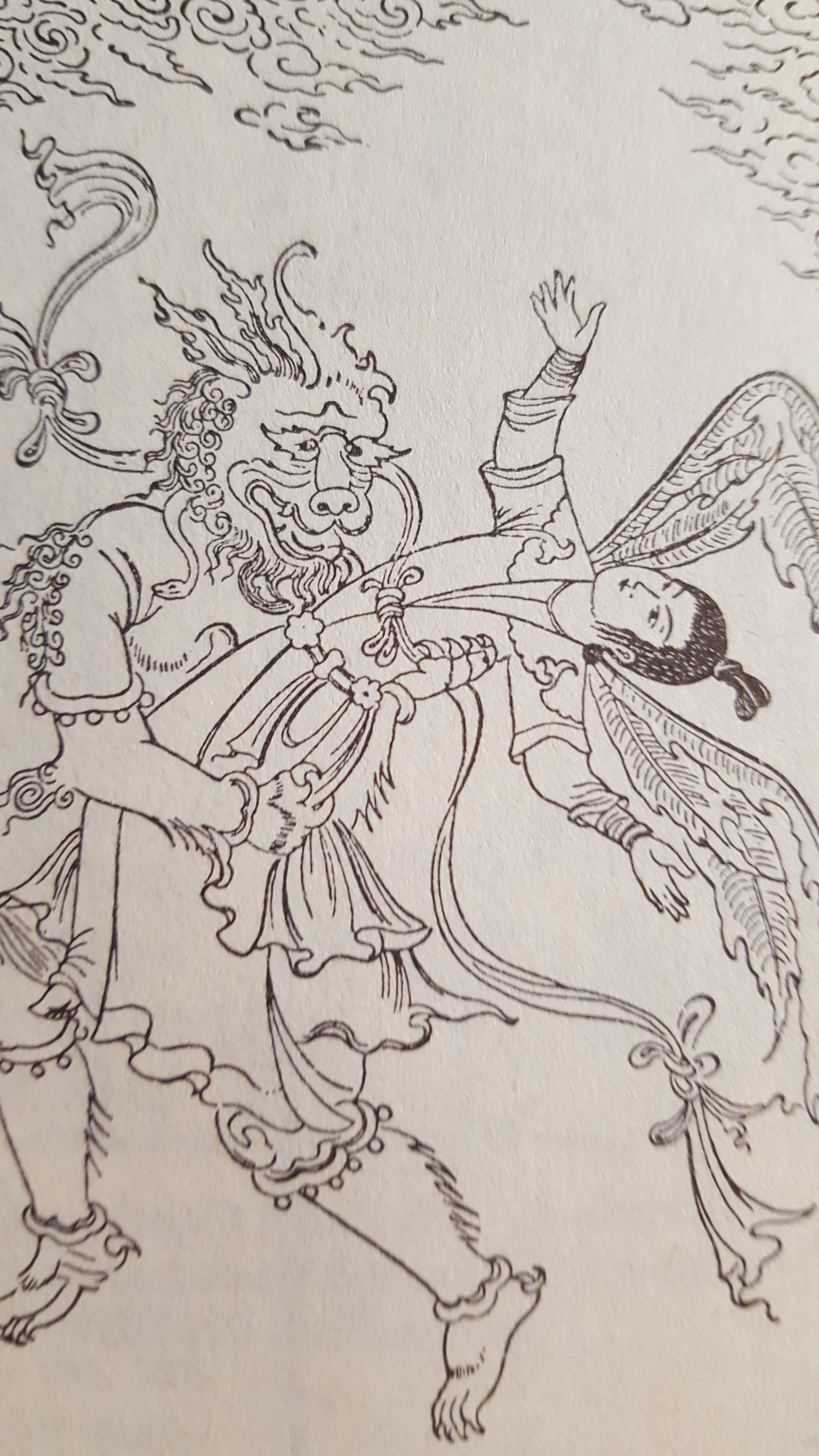
Diw, Riese aus der Unterwelt, der einen Peri entführt. Persische Zeichnung aus dem 16. Jahrhundert

Die Glaubenslehre der Türken zur Zeit des Osmanischen Reiches kennt die Riesen (Diw) als Kreaturen der Vorzeit, die mit den Dschinnen die Erde bewohnten. Als sie dem Verderben anheimfielen, sandte Allah Iblis, um sie in die entlegensten Teile der Welt zu treiben. Erst später wurden die Menschen erschaffen. Die Diwen tauchen wiederholt in Legenden und Sagen als Feinde der Propheten und Heiligen auf, die sie teilweise in der Hölle konfrontieren müssen. Manchen Diwen werden magische Fähigkeiten zugeschrieben und sie können ihre Seele in äußeren Gegenständen aufbewahren, was sie unsterblich macht, bis jener Gegenstand zerbricht. Befestigt man jedoch einen Ring an seinem Körper, nachdem man ihn bezwungen hat, ist er gezwungen alle Befehle seines Meisters auszuführen.

## Riesen in der Literatur
Gargantua und Pantagruel ist ein Romanzyklus von François Rabelais über das Leben zweier Riesen, dessen 5 Bände 1532, 1534, 1545, 1552 und 1564 erschienen.
In Jonathan Swifts phantastisch-satirischem Werk Gullivers Reisen wird im zweiten von vier Teilen ein Land namens Brobdingnag, das Land der Riesen, dargestellt. Die Darstellung erhebt keineswegs den Anspruch realitätsnah zu sein, sondern wird als ein Mittel der Distanzierung und der Überzeichnung gesellschaftlicher Verhältnisse eingesetzt.
In J. R. R. Tolkiens Der Hobbit ist von Steinriesen die Rede, die auf den Spitzen des Nebelgebirges leben. Auch erscheint hier der Bärenmensch Beorn, welcher unter anderem Riesen als Vorfahren hat. In Tolkiens Mittelerde erscheinen häufig Riesen, wenn auch eher am Rande der Erzählung. Interessanterweise ist es schlecht möglich, sie einem bestimmten Platz in Tolkiens systematischer Mythologie zuzuordnen; im Silmarillion werden sie nicht erwähnt.
Roald Dahl schrieb das Kinderbuch Sophiechen und der Riese (1982) mit neun grausamen und einem guten, tumben Riesen. Auch in Joanne K. Rowlings Harry-Potter-Büchern tauchen Riesen auf, die als roh und gewalttätig bezeichnet werden. Sie sind durch Kriege und brutale Instinkte selbst für die drohende Ausrottung ihrer Rasse verantwortlich. Eine der Hauptfiguren, Hagrid, entspricht als Halbriese weitgehend dem anderweitig üblichen Riesenbild; von den reinrassigen Riesen tritt insbesondere der Riese Grawp hervor, der allerdings erfolgreich gezähmt wird.

## Bildende Kunst
- Versunkener Riese, Weimar
- Info-Riese, Deutsche Bahn

## Halbriesen
Als Halbriese bezeichnet man Figuren der modernen Fantasy-Mythologie, deren einer Elternteil der „Rasse“ der Riesen angehört. Sie werden generell als große Figuren dargestellt, die größer als Menschen, aber kleiner als Riesen sind.
Bekanntester Halbriese ist vermutlich Hagrid aus den Harry-Potter-Romanen von Joanne K. Rowling. Daneben stellen viele Computerspiele Gegner in der Form dar, seltener hingegen als spielbare Figuren wie in Vanguard: Saga of Heroes, Istaria: Chronicles of the Gifted und Dungeon Siege. Daneben gehören sie zum Kreaturenindex des Dungeons-&-Dragons-Universums.
Auch der Scheinriese Herr Tur Tur aus Jim Knopf und Lukas der Lokomotivführer von Michael Ende kann als Halbriese bezeichnet werden. Er erscheint umso größer, je weiter man von ihm entfernt ist.